# Johannes Hendrikus Donner
Johannes Hendrikus (Hein) Donner (Haia, 6 de julho de 1927 — Amsterdã, 27 de novembro de 1988) foi um Grande Mestre de xadrez e escritor neerlandês. Nasceu na Haia. Venceu os campeonatos de xadrez neerlandês de 1954, 1957 e 1958. Obteve o título de Grande Mestre em 1959. Foi tio do atual Ministro Neerlandês de Matérias Sociais e Emprego, Piet Hein Donner.
Donner também foi um colunista de xadrez e escritor. Ficou famoso por suas colunas sobre matérias como mulheres, políticas, e o Grande Mestre neerlandês Lodewijk Prins, a quem Donner disse que "não consegue distinguir um cavalo de um bispo".
Em 24 de agosto de 1983, Donner sofreu um AVC. Donner escreveu que o AVC ocorreu "a tempo, visto que quando você possui 56 anos você não joga xadrez como jogava aos 26". Após o AVC, mudou-se para "Vreugdehof", que Donner descreveu como um "lar de residências a idosos". Donner não podia caminhar após o AVC, embora aprendeu a tipografar com um dedo, e escreveu para o NRC Handelsblad e Schaaknieuws. Em 1987, o livro De Koning ("O Rei") foi lançado, contendo 162 de suas colunas, todas, com exceção da última, escritas entre 1950 e 1983. Recebeu em 1987 o prêmio Henriёtte Roland-Holst Prize, por Na mijn dood geschreven ("Escrito após minha morte"), uma seleção das mini-colunas escritas para o NRC Handelsblad. Faleceu em 27 de novembro de 1988 devido a uma hemorragia gástrica.
Em 2006, o New in Chess publicou a tradução inglesa de De Koning, chamada de The King: Chess Pieces (O Rei: Peças do Xadrez).